# Клавора-Осјач (Удине)
Клавора-Осјач је насеље у Италији у округу Удине, региону Фурланија-Јулијска крајина.
Према процени из 2011. у насељу је живело 16 становника. Насеље се налази на надморској висини од 558 м.